# Leurus xalifer
Leurus xalifer är en stekelart som beskrevs av Ian D. Gauld och Sithole 2002. Leurus xalifer ingår i släktet Leurus och familjen brokparasitsteklar. Inga underarter finns listade i Catalogue of Life.